# Станкевич, Антон Язепович
Анто́н Я́зепович Станке́вич (латыш. Antons Stankevičs; 13 июня 1928, Резекне, Латвия — 24 июня 2017, Рига, Латвия) — советский и латышский актёр, прозаик и сценарист, член Союза писателей СССР.

## Биография

### Ранние годы
Родился 13 июня 1928 года в Резекне в семье арендатора мельницы Язепа Станкевича и его жены Теклы, которая работала швеёй. Начальное образование получил в Неретской основной школе, затем учился в Рижской средней школе № 8, которую окончил в 1946 году.
В том же году поступил во вновь созданный Театральный институт Латвийской ССР на актёрский факультет, который окончил в 1950 году, после чего два года работал по специальности — играл в Лиепайском городском театре и Государственном театре оперетты Латвийской ССР.
Вскоре увлёкся литературной деятельностью: его первый рассказ «Воскресный костюм» был опубликован в молодёжной газете на латышском языке Padomju Jaunatne («Советская молодёжь») в 1956 году, хотя в прессе он начал работать ещё в 1953-м, младшим литературным сотрудником в газете Literatūra un Māksla («Литература и искусство»). В этой газете в 1960 году он возглавил отдел искусства и проработал на этой должности до 1964 года.

### Писатель и редактор
Первый сборник рассказов вышел в 1964 году («Мои ранние утра», латыш. Mani agrie rīti) в Латвийском государственном издательстве. В том же году Антон Станкевич вступил в Союз советских писателей Латвийской ССР и написал свой первый сценарий к документальному фильму «Источники творчества» (латыш. Dailes avoti).
Рижская киностудия привлекает Станкевича к более объёмной работе — подготовке сценария по новеллам Жана Гривы для игрового фильма «Ноктюрн», который выходит на экраны в 1966 году.
В 1966 году он также пишет совместно с Янисом Силисом сценарий по произведениям Рудольфа Блауманиса для фильма «Эдгар и Кристина» (латыш. Purva bridējs), ставшего очень популярным в Советском Союзе и вошедшего в Культурный канон Латвии.
В 1970 году его назначают редактором, затем заместителем главного редактора книжного издательства «Лиесма», где он работает до 1972 года.
В 1972 году он был назначен заведующим отделом культуры главной газеты республики — Cīņa, а оттуда в 1977 году переводят в литературный журнал Karogs руководителем отдела прозы.
С 1979 по 1985 год возглавляет недавно созданный литературный журнал «Даугава».
После выхода на пенсию продолжил литературный труд. В 1994 году консультировал Алоиза Бренча при создании его последнего игрового фильма «Анна».
В 2002 году подготовил вместе с коллегами книгу, посвящённую латгальскому литературному языку, — Golvonais vaicōjums («Главный вопрос»).
Антон Язепович скончался 24 июня 2017 года, похоронен в Резекне, на кладбище улицы Миера.

## Творчество
В качестве литератора написал свыше 30 произведений, в том числе биографии Рудольфа Блауманиса, Эмиля Дарзиньша, Яниса Яунсудрабиньша, Яниса Розентала, Франциса Трасуна и Эдварда Вульфа. Особое внимание в своём творчестве он уделил Латгалии и латгальскому языку, посвятив им повести «Белый всадник» (латыш. Baltais jātnieks), «Люди одной деревни» (латыш. Vienas sādžas ļaudis) и роман «Швейка» (латыш. Šuvējiņa).
Свои детские воспоминания он отразил в книгах «Рассказы Роберта» и «Мальчики не плачут».

## Семья
Супруга — Владислава Станкевич (1929—1997). Двое детей: Зигмунд Станкевич, советский и российский учёный-правовед, и Майра Станкевич, биолог. Две внучки (от сына Зигмунда): Сабина и Юлия (одна — ветеринарный врач, другая — врач-стоматолог), правнук.
Брат — художник-график, преподаватель Латвийской академии художеств Александр Станкевич.

## Фильмография

### Сценарист
- Ноктюрн (1966)
- Эдгар и Кристина (1966)